# マルセル・ヤコブ
マルセル・ヤコブ（Marcel Jacob、1964年1月30日 - 2009年7月21日）は、スウェーデン出身のベーシスト、ミュージシャン。
イングヴェイ・マルスムティーンズ・ライジング・フォース在籍時代に名を広め、脱退後は自ら結成したバンド「タリスマン」などで活動した。

## 来歴
1979年からイングヴェイ・マルムスティーンと「ライジング・フォース」で音楽活動を開始した。1982年に Force（後のヨーロッパ）、また Power などでも活動する。
再びマルムスティーンに招かれて1984年よりライジング・フォースに参加、翌年アルバム『マーチング・アウト』を発表する。続くツアーにも参加するが、金銭問題により脱退する。これに対するイングヴェイ・マルムスティーンの怒りから生まれた曲が「ライアー」（『トリロジー』に収録）である。だがこの件で彼との交友関係が完全に途絶えたわけではなく、1996年に発売されたアルバム『インスピレーション』や、1999年のFrankfurt music Fairやストックホルムでのシークレットライブ、2000年に行われたスウェーデンの短期ツアーなどにも参加している。しかしこれも金銭問題などでまた揉める結果になってしまった。
2002年に、彼らがスウェーデン在住時に録音したとされる未発表曲のデモ音源集「Birth of the Sun」をリリースした。これに対してマルムスティーンは明らかな不快感を示し、同年に公式な未発表デモ音源として「The Genesis」をリリースし対抗する。これによって、彼らの不仲は決定的なものとなってしまった。
1985年にライジング・フォースを脱退した後、スウェーデンに帰国してジャズ・ロック・バンド Wasa Express による1986年の再結成ツアーに参加した。同年末、ヨーロッパを脱退したジョン・ノーラムのソロ・アルバム『トータル・コントロール』に全面参加し、ツアーも行う。しかしアルバム第2作目を制作中にマネージメントとの間に問題が発生し、これも長くは続かなかった。
しかし、ノーラムとの共同作業で生かされなかったマテリアルをヨラン・エドマンらと制作させる中で、幸運にもジェフ・スコット・ソートとの再会を果たし、これがタリスマン結成となった。
その後はタリスマンやヒューマン・クレイなどジェフ・スコット・ソートとの活動を主軸に、ラスト・オータムズ・ドリームほか様々なプロジェクトで活躍していたが、2009年7月21日、自殺した。まだ45歳という若さであった。追悼コメントを公式サイトに寄せたジェフ・スコット・ソートによると、数年前から健康上の問題を抱えていたとのことである。

## ディスコグラフィ

### タリスマン
- タリスマン (1990)
- ジェネシス (1993)
- ファイブ・アウト・オブ・ファイブ (1994)
- ヒューマニマル (1994)
- ヒューマニマル・パート2 (1994)
- ライフ (1995)
- トゥルース (1998)
- キャッツ・アンド・ドッグス (2003)
- Live at the Sweden Rock Festival 2001 (2001)
- The World's Best kept Secret (2005)
- 7 (2006)

### ヒューマン・クレイ
- ヒューマン・クレイ (1996)
- ユーフォリア (1997)
- Closing the book on Human Clay (2003)

### イングヴェイ・マルムスティーン
- マーチング・アウト (1985)
- インスピレーション (1996)

### ジョン・ノーラム
- トータル・コントロール (1987)
- ライヴ・イン・ストックホルム (1990)

### ラスト・オータムズ・ドリーム
- II (2005)
- ウィンター・イン・パラダイス (2005)
- サターン・スカイライン (2006)

### その他
- Eyes - Eyes (1990)
- Billionaires Boys Club - Something Wicked Comes (1993)
- The Johansson Brothers - The Johansson Brothers (1994)
- ミザリー・ラブズ・カンパニー - ミザリー・ラブズ・カンパニー (1995)
- The Johansson Brothers - Sonic Winter (1997)
- Meldrum - Loaded Mental Cannon (2001)
- Humanimal - Humanimal (2002)
- Radioactive - Yeah! (2003)
- スペース・オデッセイ - エンブレイス・ザ・ギャラクシー (2003)
- Deacon Street Project - Deacon Street Project (2004)
- Sha Boom - The Race Is On (2005)
- Locomotive Breath - Change Of Track (2006)
- スピーディー・ゴンザレス - エレクトリック・ストーカー (2006)